# Alpinia elegans
Alpinia elegans là một loài thực vật có hoa trong họ Gừng. Loài này được (C.Presl) K.Schum. mô tả khoa học đầu tiên năm 1899.